# Progress M-48
Progress M-48 (ryska: Прогресс М-48) eller som NASA kallar den, Progress 12 eller 12P, var en rysk obemannad rymdfarkost som levererade förnödenheter, syre, vatten och bränsle till rymdstationen ISS. Den sköts upp med en Sojuz-U-raket från kosmodromen i Bajkonur den 29 augusti 2003 och dockade med rymdstationen den 31 augusti.
Efter att ha lastats ur och fyllts med sopor lämnade den stationen på morgonen den 28 januari 2004 och några timmar senare brann den som planerat upp i jordens atmosfär.

### Fotnoter
1. ↑  ”NASA Space Science Data Coordinated Archive” (på engelska). NASA. https://nssdc.gsfc.nasa.gov/nmc/spacecraft/display.action?id=2003-039A. Läst 1 mars 2020.
2. ↑  Manned Astronautics - Figures & Facts Arkiverad 18 oktober 2007 hämtat från the Wayback Machine., läst 15 juli 2016.